# Alweola (grzyby)

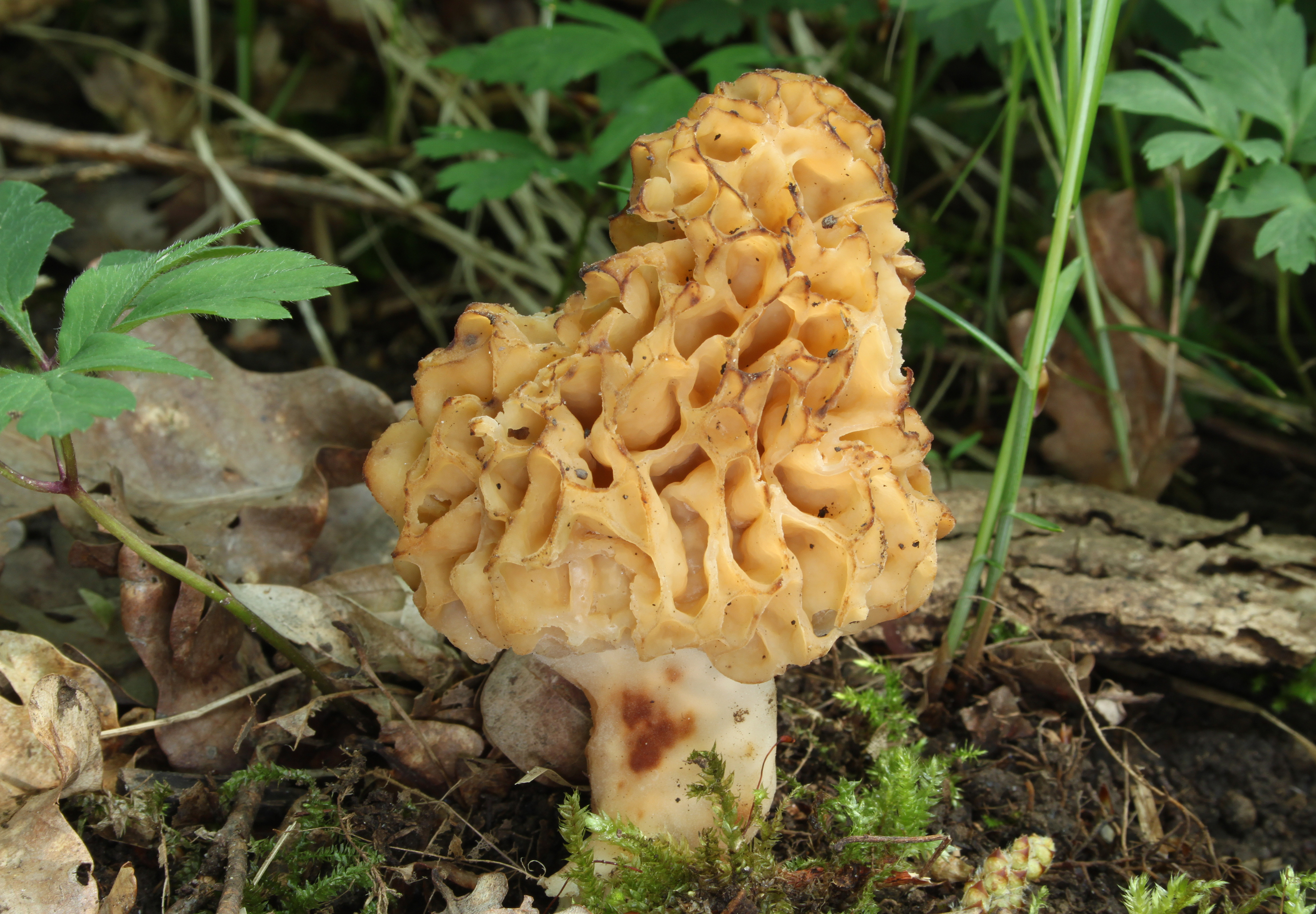
Alweole u smardza jadalnego

Alweole – jamkowate zagłębienia w owocnikach niektórych grzybów. Mogą mieć kształt okrągławy lub graniasty, jak np. u smardzów (Morchella), lub są to podłużne jamki, jak np. u piestrzenic (Gyromitra). Mogą być płytkie lub głębokie. Sześciokątne alweole smardzów nadają im wygląd plastra miodu. Podłużne alweole piestrzenic mogą tworzyć mniej więcej równoległe pionowe szeregi, lub są pofałdowane, nadając owocnikom mózgowaty wygląd.
W zagłębieniach alweoli znajduje się warstwa hymenialna wytwarzająca zarodniki. Askokarpy tego typu nazywa się ptychotecjami.